# Diadromus subtilicornis
Diadromus subtilicornis là một loài tò vò trong họ Ichneumonidae.